# Uszas
Uszas (sanskryt उषस्) – w mitologii indyjskiej bogini jutrzenki (jej imię jest spokrewnione z rzymską Aurora i grecką Eos), jedyne bóstwo żeńskie do którego zwracane są całe hymny w Wedach, w których określana jest jako piękna, pełna wdzięku, a także dobroczynna i przynosząca pomyślność.